# Gruppo Sportivo Imolese "Francesco Zardi" 1942-1943
Questa pagina raccoglie le informazioni riguardanti il Gruppo Sportivo Imolese "Francesco Zardi" nelle competizioni ufficiali della stagione 1942-1943.

## Rosa
| N. |                   | Ruolo | Calciatore       |
| -- | ----------------- | ----- | ---------------- |
|    | Italia (bandiera) | A     | Walter Balbi     |
|    | Italia (bandiera) | D     | Icilio Baroncini |
|    | Italia (bandiera) | D     | F. Baruzzi       |
|    | Italia (bandiera) | D     | Luigi Cavazza    |
|    | Italia (bandiera) | A     | R. Cavazza       |
|    | Italia (bandiera) | C     | M. Costa         |
|    | Italia (bandiera) | A     | M. Dalmonte      |
|    | Italia (bandiera) | P     | E. Ferretti      |
|    | Italia (bandiera) | A     | Giuliano Ferri   |
|    | Italia (bandiera) | C     | P. Gallotti      |
|    | Italia (bandiera) | C     | Walter Gardelli  |
|    | Italia (bandiera) | C     | P. Garofani      |
|    | Italia (bandiera) | A     | W. Landini       |
|    | Italia (bandiera) | A     | S. Landini       |

| N. |                   | Ruolo | Calciatore        |
| -- | ----------------- | ----- | ----------------- |
|    | Italia (bandiera) | C     | W. Loli           |
|    | Italia (bandiera) | A     | D. Margotti       |
|    | Italia (bandiera) | A     | L. Martelli       |
|    | Italia (bandiera) | C     | G. Minardi        |
|    | Italia (bandiera) | A     | Mentore Minghetti |
|    | Italia (bandiera) | P     | Sergio Monducci   |
|    | Italia (bandiera) | P     | Carlo Obici       |
|    | Italia (bandiera) | D     | A. Panari         |
|    | Italia (bandiera) | A     | Ezio Pirazzini    |
|    | Italia (bandiera) | A     | R. Rivalta        |
|    | Italia (bandiera) | A     | S. Rivola         |
|    | Italia (bandiera) | A     | Renzo Trovabene   |
|    | Italia (bandiera) | P     | P. Vespignani     |
|    | Italia (bandiera) | A     | A. Zoppi          |